# Typton carneus
Typton carneus är en kräftdjursart som beskrevs av Lipke Bijdeley Holthuis 1951. Typton carneus ingår i släktet Typton och familjen Palaemonidae. Inga underarter finns listade i Catalogue of Life.